# Final da Copa da UEFA de 2000–01
A Final da Copa da UEFA de 2000–01 foi a 30ª edição da segundo principal torneio de clubes do futebol europeu. A final foi jogada no Westfalenstadion (atualmente, Signal Iduna Park), em Dortmund, na Alemanha, em 16 de maio de 2001. Teve como campeão o Liverpool (Inglaterra), que venceu o Alavés (Espanha) com um gol contra do zagueiro Delfí Geli no segundo tempo da prorrogação.

## Campanha

### Liverpool
Classificado em um grupo que tinha Rapid București, Slovan Liberec e Olympiacos, o Liverpool superou a Roma por 2 a 1 (vitória no primeiro jogo, em Anfield Road, e derrota no segundo, no Estádio Olímpico), nas oitavas-de-final, e na fase seguinte, empatou sem gols com o Porto, e no jogo de volta, derrotou os portugueses por 2 a 0 (gols de Danny Murphy e Michael Owen). Na semifinal, empatou novamente sem gols na primeira partida, desta vez com o Barcelona, e no segundo jogo, eliminou os Culés por 1 a 0, gol do veterano escocês Gary McAllister. Além dele, Steven Gerrard, Vladimír Šmicer, Owen e Markus Babbel eram os destaques do time treinado por Gérard Houllier.

### Alavés
Sorteado num grupo com Gaziantepspor, Lillestrøm e Rosenborg, o Alavés, treinado por José Manuel Esnal (conhecido por "Mané"), derrotou, nas fases eliminatórias, Inter de Milão (oitavas-de-final), Rayo Vallecano (quartas-de-final) e Kaiserslautern (semifinal). Antonio Karmona, Cosmin Contra, Dan Eggen, Jordi Cruijff e Óscar Téllez eram os principais nomes do clube espanhol na decisão.

## O jogo

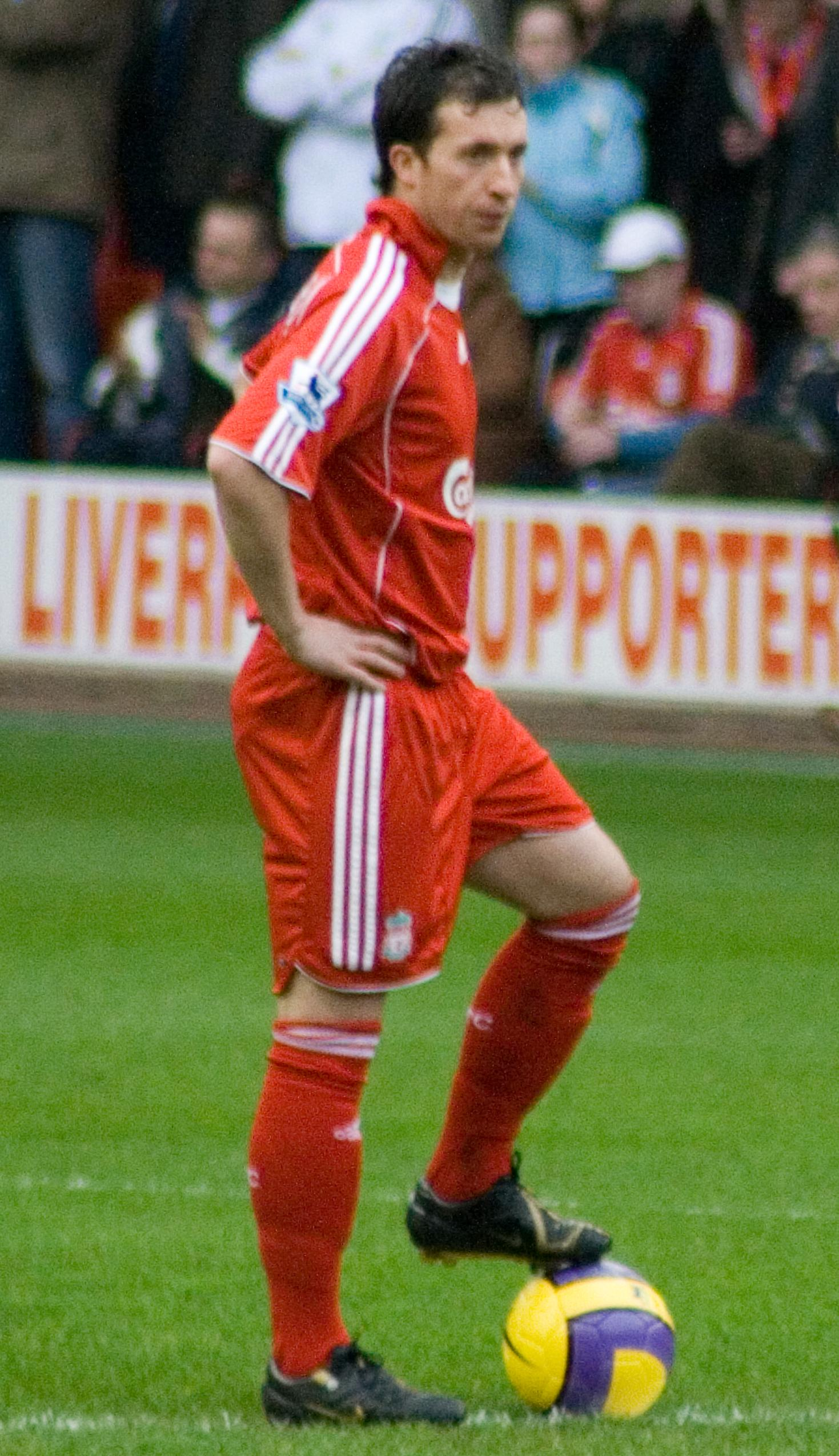
Robbie Fowler em 2007, fotografado por Nigel Wilson

No primeiro tempo, McAllister cobra uma falta pela direita e encontra a cabeça do zagueiro Babbel, abrindo o placar. Aos 16 minutos, Dietmar Hamann passou a Owen, que em seguida deixou a bola nos pés de Gerrard, e o meia faz o segundo gol, indicando que haveria uma goleada em Dortmund. Mané, técnico do Alavés, estava disposto a fazer seu time voltar para o jogo e ousou ao tirar o zagueiro Eggen, colocando em seu lugar o uruguaio Iván Alonso. A aposta deu certo, e os espanhóis, juntando a velocidade de Contra e a ofensividade de Jordi Cruijff e Javi Moreno, diminui aos 26 minutos, em cabeçada certeira de Alonso. Entretanto, McAllister fez, de pênalti, o terceiro gol dos Reds aos 40 minutos, atrapalhando os planos do Alavés.

### Segundo tempo
Para a segunda etapa, o Alavés entrou com nova alteração: o brasileiro Magno entrou no lugar de Martín Astudillo, enquanto o Liverpool mantinha o onze inicial. Aos 2 minutos, Contra driblou Jamie Carragher e cruzou para Javi Moreno fazer o segundo gol dos Albiazules. Pouco depois, o próprio Moreno cobrou uma falta rasteira que o goleiro holandês Sander Westerveld aceitou, para festa da torcida espanhola.
Na tentativa de mudar novamente o jogo, Houllier tira Emile Heskey e Stéphane Henchoz para as entradas de Robbie Fowler e Šmicer. Coube novamente ao veterano McAllister, aos 36 anos, fazer a diferença: ele deu um belo passe para Fowler, que chutou forte e recolocou o Liverpool na frente. Para segurar o jogo, o treinador francês colocou Patrik Berger no lugar de Owen. Novamente apostando na bola aérea, o Alavés não desistiu e buscou um improvável empate por 4 a 4, com Jordi Cruijff.

### O gol contra
Sem gols no primeiro tempo da prorrogação, o destaque foi a expulsão de Magno, por falta violenta em Babbel, e que obrigou o Alavés a se fechar na defesa.
Na segunda etapa, Karmona foi expulso após cometer falta em Šmicer, deixando a situação dos espanhóis mais complicada. E coube novamente a McAllister o lance que definiu a Copa da UEFA de 2000-01: o escocês mandou a bola para a área, e o zagueiro Delfí Geli, na tentativa de jogar a bola para fora, mandou para as redes de Martín Herrera, encerrando o jogo quando a decisão por pênaltis era praticamente certa. Após 17 anos, o Liverpool voltava a conquistar um torneio europeu de clubes.

## Detalhes
| 16 de maio de 2001 | Liverpool                                                                       | 5 – 4              | Alavés                                               | Westfalenstadion, Dortmund                |
| 20:45              | Babbel 3' · Gerrard 16' · McAllister 40' (pen.) · Fowler 72' · Geli 116' (o.g.) | Report UEFA Report | Alonso 26' · Moreno 47' · Moreno 49' · J. Cruyff 88' | Público: 48,050 Árbitro: Gilles Veissière |

| Liverpool | Alavés |

| Liverpool:      |    |                   |      |     |
|                 |    |                   |      |     |
| GK              | 1  | Sander Westerveld |      |     |
| RB              | 6  | Markus Babbel     | 106' |     |
| CB              | 12 | Sami Hyypiä ()    |      |     |
| CB              | 2  | Stéphane Henchoz  |      | 55' |
| LB              | 23 | Jamie Carragher   |      |     |
| RM              | 21 | Gary McAllister   | 11'  |     |
| CM              | 16 | Dietmar Hamann    |      |     |
| CM              | 17 | Steven Gerrard    |      |     |
| LM              | 13 | Danny Murphy      |      |     |
| CF              | 8  | Emile Heskey      |      | 64' |
| CF              | 10 | Michael Owen      |      | 78' |
| Reservas:       |    |                   |      |     |
| GK              | 19 | Pegguy Arphexad   |      |     |
| DF              | 27 | Grégory Vignal    |      |     |
| DF              | 29 | Stephen Wright    |      |     |
| MF              | 7  | Vladimír Šmicer   |      | 55' |
| MF              | 15 | Patrik Berger     |      | 78' |
| MF              | 20 | Nick Barmby       |      |     |
| FW              | 9  | Robbie Fowler     |      | 64' |
| Técnico:        |    |                   |      |     |
| Gérard Houllier |    |                   |      |     |

| Alavés:   |    |                     |      |     |
|           |    |                     |      |     |
| GK        | 1  | Martín Herrera      | 40'  |     |
| CB        | 5  | Antonio Karmona (c) | 116' |     |
| CB        | 6  | Óscar Téllez        | 95'  |     |
| CB        | 4  | Dan Eggen           |      | 22' |
| RWB       | 2  | Cosmin Contra       | 49'  |     |
| LWB       | 7  | Delfí Geli          |      |     |
| RM        | 14 | Jordi Cruijff       |      |     |
| CM        | 15 | Ivan Tomić          |      |     |
| CM        | 16 | Hermes Desio        |      |     |
| LM        | 18 | Martín Astudillo    | 11'  | 46' |
| CF        | 9  | Javi Moreno         |      | 64' |
| Reservas: |    |                     |      |     |
| GK        | 25 | Kike                |      |     |
| MF        | 3  | Ibón Begoña         |      |     |
| MF        | 17 | Raúl Gañán          |      |     |
| MF        | 20 | Jorge Azkoitia      |      |     |
| FW        | 10 | Pablo               |      | 64' |
| FW        | 11 | Magno               | 98'  | 46' |
| FW        | 19 | Iván Alonso         |      | 22' |
| Técnico:  |    |                     |      |     |
| Mané      |    |                     |      |     |

| Melhor em campo: Gary McAllister (Liverpool) Árbitros assistentes: Serge Vallin Vincent Texier 4º árbitro: Alain Sars |

| Campeão             |
| ------------------- |
| Liverpool 3º título |